# Offoué
Offoué är en flod i Gabon, ett biflöde till Ogooué. Den rinner genom provinserna Ogooué-Lolo och Ogooué-Ivindo, i den centrala delen av landet, 260 km öster om huvudstaden Libreville.